# Вільгельміна Вайлі
Вільгельміна Вайлі (англ. Mina Wylie, 1 січня 1891 — 6 липня 1984) — австралійська плавчиня.
Призерка Олімпійських Ігор 1912 року.